# Communes de la ville métropolitaine de Turin
Liste des 315 communes de la ville métropolitaine de Turin, dans la région Piémont, dans le Nord-Ouest de l'Italie.
- Haut – A
- B
- C
- D
- E
- F
- G
- H
- I
- J
- K
- L
- M
- N
- O
- P
- Q
- R
- S
- T
- U
- V
- W
- X
- Y
- Z

## A
- Agliè
- Airasca
- Ala di Stura
- Albian d'Ivrée
- Almèse
- Alpet
- Alpignan
- Andezeno
- Andrate
- Angrogna
- Arignano
- Azeglio

- Haut – A
- B
- C
- D
- E
- F
- G
- H
- I
- J
- K
- L
- M
- N
- O
- P
- Q
- R
- S
- T
- U
- V
- W
- X
- Y
- Z

## B
- Bairo
- Balangero
- Baldissero Canavese
- Baldissero Torinese
- Balme
- Banchette
- Barbania
- Bardonnèche
- Barone Canavese
- Beinasco
- Bibiana
- Bobbio Pellice
- Bollengo
- Borgaro Torinese
- Borgiallo
- Borgofranco d'Ivrea
- Borgomasino
- Borgone Susa
- Bosconero
- Brandizzo
- Briqueras
- Brosso
- Brozolo
- Bruino
- Brusasco
- Brussol
- Buriasco
- Burolo
- Busano
- Bussolin
- Buttigliera Alta

- Haut – A
- B
- C
- D
- E
- F
- G
- H
- I
- J
- K
- L
- M
- N
- O
- P
- Q
- R
- S
- T
- U
- V
- W
- X
- Y
- Z

## C
- Cafasse
- Caluso
- Cambiano
- Campiglione-Fenile
- Candia Canavese
- Candiolo
- Canischio
- Cantalupa
- Cantoire
- Caprie
- Caravino
- Carema
- Carignan
- Carmagnole
- Casalborgone
- Cascinette d'Ivrea
- Caselet
- Caselle Torinese
- Castagneto Po
- Castagnole Piemonte
- Castellamonte
- Castelnuovo Nigra
- Castiglione Torinese
- Cavagnolo
- Cavour
- Cercenasco
- Ceres
- Ceresole Reale
- Césane
- Chaumont
- Chialamberto
- Chianocco
- Chiaverano
- Chieri
- Chiesanuova
- Chiusa di San Michele
- Chivasso
- Ciconio
- Cintano
- Cinzano
- Cirié
- Claviere
- Coassolo Torinese
- Collegno
- Colleretto Castelnuovo
- Colleretto Giacosa
- Condoue
- Corio
- Cossano Canavese
- Couasse
- Cuceglio
- Cumiane
- Cuorgnè

- Haut – A
- B
- C
- D
- E
- F
- G
- H
- I
- J
- K
- L
- M
- N
- O
- P
- Q
- R
- S
- T
- U
- V
- W
- X
- Y
- Z

## D
- Druento

- Haut – A
- B
- C
- D
- E
- F
- G
- H
- I
- J
- K
- L
- M
- N
- O
- P
- Q
- R
- S
- T
- U
- V
- W
- X
- Y
- Z

## E
- Exilles

- Haut – A
- B
- C
- D
- E
- F
- G
- H
- I
- J
- K
- L
- M
- N
- O
- P
- Q
- R
- S
- T
- U
- V
- W
- X
- Y
- Z

## F
- Favria
- Feletto
- Fenestrelle
- Fiano
- Fiorano Canavese
- Foglizzo
- Forno Canavese
- Frassinet
- Front
- Frossasco

- Haut – A
- B
- C
- D
- E
- F
- G
- H
- I
- J
- K
- L
- M
- N
- O
- P
- Q
- R
- S
- T
- U
- V
- W
- X
- Y
- Z

## G
- Garzigliana
- Gassino Torinese
- Germagnano
- Giaglione
- Givoletto
- Gravière
- Groscavallo
- Grosso
- Grugliasco

- Haut – A
- B
- C
- D
- E
- F
- G
- H
- I
- J
- K
- L
- M
- N
- O
- P
- Q
- R
- S
- T
- U
- V
- W
- X
- Y
- Z

## I
- Ingria
- Inverso Pinasca
- Isolabella
- Issiglio
- Ivrée

- Haut – A
- B
- C
- D
- E
- F
- G
- H
- I
- J
- K
- L
- M
- N
- O
- P
- Q
- R
- S
- T
- U
- V
- W
- X
- Y
- Z

## J
- Javein

## L
- La Cassa
- La Loggia
- La Volvère
- Lans-l'Hermitage
- Lauriano
- Leinì
- Lemie
- Lessolo
- Levone
- Locana
- Lombardore
- Lombriasco
- Loranzè
- Luserna San Giovanni
- Lusernetta
- Lusigliè

- Haut – A
- B
- C
- D
- E
- F
- G
- H
- I
- J
- K
- L
- M
- N
- O
- P
- Q
- R
- S
- T
- U
- V
- W
- X
- Y
- Z

## M
- Macello
- Maglione
- Marentino
- Massello
- Mathi
- Mattie
- Mazzè
- Meana di Susa
- Mercenasco
- Meugliano
- Mezzenile
- Mombello di Torino
- Mompantero
- Monastero di Lanzo
- Moncalieri
- Moncenisio
- Montaldo Torinese
- Montalenghe
- Montalto Dora
- Montanaro
- Monteu da Po
- Moriondo Torinese

- Haut – A
- B
- C
- D
- E
- F
- G
- H
- I
- J
- K
- L
- M
- N
- O
- P
- Q
- R
- S
- T
- U
- V
- W
- X
- Y
- Z

## N
- Nichelino
- Noasca
- Nole
- Nomaglio
- None
- Novalaise (Italie)

- Haut – A
- B
- C
- D
- E
- F
- G
- H
- I
- J
- K
- L
- M
- N
- O
- P
- Q
- R
- S
- T
- U
- V
- W
- X
- Y
- Z

## O
- Oglianico
- Orbasan
- Orio Canavese
- Osasque (Italie)
- Osasio
- Oulx
- Ozegna

- Haut – A
- B
- C
- D
- E
- F
- G
- H
- I
- J
- K
- L
- M
- N
- O
- P
- Q
- R
- S
- T
- U
- V
- W
- X
- Y
- Z

## P
- Palazzo Canavese
- Pancalieri
- Parella
- Pavarolo
- Pavone Canavese
- Pecetto Torinese
- Perosa Argentina
- Perosa Canavese
- Perrero
- Pertusio
- Pessinetto
- Pianezza
- Pinasca
- Pignerol
- Pino Torinese
- Piobesi Torinese
- Piossasco
- Piscina
- Piverone
- Poirino
- Pomaret
- Pont-Canavese
- Porte
- Pragela
- Prali
- Pralormo
- Pramollo
- Prarostino
- Prascorsano
- Pratiglione

- Haut – A
- B
- C
- D
- E
- F
- G
- H
- I
- J
- K
- L
- M
- N
- O
- P
- Q
- R
- S
- T
- U
- V
- W
- X
- Y
- Z

## Q
- Quagliuzzo
- Quassolo
- Quincinetto

- Haut – A
- B
- C
- D
- E
- F
- G
- H
- I
- J
- K
- L
- M
- N
- O
- P
- Q
- R
- S
- T
- U
- V
- W
- X
- Y
- Z

## R
- Reano
- Ribordone
- Riva presso Chieri
- Rivalba
- Rivalta di Torino
- Rivara
- Rivarolo Canavese
- Rivarossa
- Rivoli
- Robassomero
- Rocca Canavese
- Roletto
- Romano Canavese
- Ronco Canavese
- Rondissone
- Rorà
- Rosta
- Roure
- Rubiane
- Rueglio

- Haut – A
- B
- C
- D
- E
- F
- G
- H
- I
- J
- K
- L
- M
- N
- O
- P
- Q
- R
- S
- T
- U
- V
- W
- X
- Y
- Z

## S
- Salassa
- Salbertrand
- Salerano Canavese
- Salza di Pinerolo
- Samone
- San Benigno Canavese
- San Carlo Canavese
- San Colombano Belmonte
- San Didero
- San Francesco al Campo
- San Germano Chisone
- San Gillio
- San Giorgio Canavese
- San Giorio di Susa
- San Giusto Canavese
- San Martino Canavese
- San Maurizio Canavese
- San Mauro Torinese
- San Pietro Val Lemina
- San Ponso
- San Raffaele Cimena
- San Sebastiano da Po
- San Secondo di Pinerolo
- Sangan
- Saint Ambroise
- Sant'Antonino di Susa
- Santena
- Sauze d'Oulx
- Sauze di Cesana
- Scalenghe
- Scarmagno
- Sciolze
- Sestrières
- Settimo Rottaro
- Settimo Torinese
- Settimo Vittone
- Sparone
- Strambinello
- Strambino
- Suse

- Haut – A
- B
- C
- D
- E
- F
- G
- H
- I
- J
- K
- L
- M
- N
- O
- P
- Q
- R
- S
- T
- U
- V
- W
- X
- Y
- Z

## T
- Tavagnasco
- Turin
- Torrazza Piemonte
- Torre Canavese
- Torre Pellice
- Trane
- Trausella
- Traversella
- Traves
- Trofarello

- Haut – A
- B
- C
- D
- E
- F
- G
- H
- I
- J
- K
- L
- M
- N
- O
- P
- Q
- R
- S
- T
- U
- V
- W
- X
- Y
- Z

## U
- Usseaux
- Ussel

- Haut – A
- B
- C
- D
- E
- F
- G
- H
- I
- J
- K
- L
- M
- N
- O
- P
- Q
- R
- S
- T
- U
- V
- W
- X
- Y
- Z

## V
- Vaie
- Val della Torre
- Val di Chy
- Valgioie
- Vallo Torinese
- Valperga
- Valprato Soana
- Varisella
- Vauda Canavese
- Veillane
- Venaria Reale
- Vénaux
- Verolengo
- Verrua Savoia
- Vestignè
- Vialfrè
- Vico Canavese
- Vidracco
- Vigone
- Villafranca Piemonte
- Villanova Canavese
- Villar-sur-Doire
- Villar Focchiardo
- Villar-Pelis
- Villar Perosa
- Villar-Basse
- Villareggia
- Villastellone
- Vinovo
- Virle Piemonte
- Vische
- Vistrorio
- Viù
- Volpian

- Haut – A
- B
- C
- D
- E
- F
- G
- H
- I
- J
- K
- L
- M
- N
- O
- P
- Q
- R
- S
- T
- U
- V
- W
- X
- Y
- Z